# Heterogorgia uatumani
Heterogorgia uatumani is een zachte koraalsoort uit de familie Plexauridae. De koraalsoort komt uit het geslacht Heterogorgia. Heterogorgia uatumani werd in 1990 voor het eerst wetenschappelijk beschreven door Barreira e Castro. 